# Ixias reinwardtii
Ixias reinwardtii is een vlindersoort uit de familie van de Pieridae (witjes), onderfamilie Pierinae.
Ixias reinwardtii werd in 1860 beschreven door van Vollenhoven.